# نحو تيار أساسي للأمة
نحو تيار أساسي للأمة  كتاب للمفكر والمؤرخ والفيلسوف المصري طارق البشري  صدر عام 2008 عن مركز الجزيرة للدراسات في 88 صفحة وأعيد إصداره في 2011 عن دار الشروق في 74 صفحة وعام 2017 في 82 صفحة. يقصد بالتيار السياسي الأساسي الإطار الجامع لقوى الجماعة والحاضن لها، وهو الذي يجمعها ويحافظ على تعددها وتنوعها في الوقت نفسه. إنه ما يعبر عن وحدة الجماعة من حيث الخطوط العريضة للمكون الثقافي العام، ومن حيث إدراك المصالح العامة لهذه الجماعة دون أن يخل ذلك بإمكانات التعدد والتنوع والخلاف داخل هذه الوحدة.
وبهذا المعنى يمكن القول بأن فكرة التيار الأساسي تعد بوجه من الوجوه امتدادا لحركة المشروع الوطني العام الذي تمت بلورته عن طريق الاستخلاص من الواقع الحي للحركة السياسية والثقافية القائمة في المجتمع.
يحتوي الكتاب على أربعة فصول ومقدمة.

## محتوى الكتاب
المقدمة
الفصل الأول: مكونات التيار السياسي
ما المعوقات التي تحول دون تبلور التيار الأساسي اليوم.
أزمة التيار الأساسي
كيف كانت الصورة في عالم الحروب والنزاعات؟
تناقضات الحياة الفكرية والثقافية
تناقض الأمة والدولة
الفصل الثاني: الأوضاع الثقافية للحوار
ما المقصود بالمشروع الوطني؟
الجماعة الوطنية
الفصل الثالث: دور المؤسسات
الجماعات السياسية في مصر
الفصل الرابع: الخاتمة
الخلاصة 

## المقدمة
يستند التيار الأساسي لبلد ما إلى أكبر قاسم مشترك بين التيارات السياسية والاجتماعية والثقافية في هذا البلد، ويعني الملامح العامة المتضمنة في أطروحات تيارات عديدة ومتنوعة. وهذه الملامح تختزل ما تتفق عليه هذه التيارات في سياق تمثل فترة ما قبل الحرب العالمية الأولى من تاريخ مصر حالة قياسية تجلي صورة مفهوم التيار الأساسي. رغم كثرة التحديات الاجتماعية والاقتصادية والثقافية في هذه المرحلة الحساسة، كان مطلب جلاء المستعمر يمثل أولوية ملحة وشرطا ضروريًا للشروع في عملية نهوض حقيقية. ويكاد هذا المطلب يكون مشتركا بين كل القوى السياسية والاجتماعية المصرية. إن التيارات السياسية والفكرية، وإن اختلفت غاياتها وتنوعت، تلتقى عند غاية النهوض باعتبارها المدخل الرئيسي لمستقبل أفضل لمصر.
.........
إن التأمل في مختلف المكونات السياسية يدفعنا إلى القول بأن التيار الأساسي لم يتشكل في تلك الآونة، الشيء الذي فوت عليها فرصة ذهبية للجمع بين محاور الوطنية والاستقلال والديمقراطية والمرجعية الإسلامية والعدالة الاجتماعية في نضالها السياسي. لقد مثلت تلك المطالب العناوين الكبرى التي كان الشعب المصري يتطلع إلى تحقيقها على أرض الواقع بغية تحقيق إطار أساسي ينظم العلاقة بين هذه المكونات المختلفة ويتسع لمختلف التعبيرات دون التنكر للأولويات الوطنية التي تقتضيها المرحلة التاريخية.

## نقد وتعليقات
كتب هشام الحمامي على موقع عربي 21 في 21 فبراير 2021: «أحب أن أشير هنا إلى مقولة مهمة قالها الأستاذ طارق ذات مرة: إن المعارك الفكرية مثلها مثل المعارك الحربية، تستقطب فيها المواقف وتجنح إلى المفاصلة، وتغلق فيها الحدود وتوضع عليها الحراسة الشديدة!!.. وتستبعد منها مساعي التوفيق وإمكانات الاحتكام إلى مبدأ أو منهج تتراضى الأطراف على قبول نتائجه.. كما أن المعيار الذي يسود لا يتعلق بالخطأ والصواب؛ بقدر ما يتعلق بالنصر والهزيمة. ويحذر تحذير الصديق قائلا: ومن أهم مراحل هذه الحروب» مرحلة ضرب الجسور«.. هكذا قال، وذلك لمنع أي شكل من أشكال التوافق والتراضي، ذاك التوافق الذي هو بالأساس قاطرة المشروع الوطني العام. يرى البشري أن التيار الأساسي هو فكرة يستعصي تحقيقها من خلال المبادرات الفردية، لكونها تولد من رحم التفاعلات السياسية والفكرية، فلا بد من وجود» تعددية«تتحاور وتتجادل ثم تتوج جدلها بمطلب يكون هو التيار الأساسي. مثال على ذلك التيار الأساسي الذي ظهر بعد ثورة 1919، والذي نتج عن التدافع والتلاقي بين المصريين على اختلاف مشاربهم؛ ممن كانوا ينادون بالتحرر وأولئك المنادين بالإصلاح.»
كتب سيف الإسلام عيد على موقع ألترا صوت في 9 مارس 2021: «تعاني الدولة العربية المعاصرة من عدة إشكاليات بنيوية ناتجة عن معضلة التشكّل المتأخر في القرن الماضي، والذي وصل بها إلى شكلها الحالي» الدولة القومية الحديثة«الناتج عن انحسار نفوذ النمط القديم من الدولة»الحكم العثماني/ الدولة العثمانية «، يواصل الكاتب:» ولأن التيار الأساسي.... لم يُرسّخ بعد في الدولة العربية، أو على الأقل في الحالة التي تتناولها الورقة «مصر» إلا أنه قد وجد طريقه إلى التنظير في كتابات المستشار طارق البشري، القاضي المصري والمفكر الذي تولّى مناصب قضائية عدة كان أهمها نيابة مجلس الدولة المصري لعدة سنوات، ورئاسة قسمي الفتوى والتشريع في المجلس لسنوات، ورئاسة لجنة تعديل الدستور المصري بعد ثورة 25 يناير 2011، ومن هنا تأتي أطروحة البشري كمفكر وقاضٍ متفاعل مع الشأن العام والبيئة السياسية المصرية لينظّر، ويستخلص عبر قراءته للتاريخ لما أسماه «التيار الأساسي للأمة.»
نشر موقع القاهرة 24 في أول نوفمبر 2021 بمناسبة ذكرى مولد طارق البشري: «يري الكتاب ممثلًا عن فكر صاحبه، ضرورة اكتشاف القواسم الفكرة المشتركة حتى ينتج لنا قوة أساسية في المجتمع المصري، ذلك أن الأمة والدولة اختلفتا في توزيع هذه القواسم وتنميتها منذ القرن الماضي، وقد نشأت بين الاثنتين علاقة يتوهم البعض أنها مناسبة ومتسقة، بينما هي في حقيقة الأمر مختلفة وبعيدة كل البعد عن الارتباط، إلى حد التناقض. وصنف الكاتب، الأمة إلى الجماعة الحزبية التي لا تذهب في أصلها إلى المعنى السياسي، وإنما تتعلق إلى ما هو أكبر من ذلك من دخولها في أصل الاجتماعيات والعلاقات البشرية بين الناس وبعضهم، كذلك علاقتهم بالدولة، كما أنه وجّه بإحلال الدولة كحل الجماعات الأهلية، القضية التي ناقشها بكونها تمتد إلى 150 عامًا منذ عهد الخديوي إسماعيل.»
نشر موقع العربي الجديد في 26 فبراير 2021: «استهدفت كتابات ومؤلفات البشري في الشأن العام والتأريخ والتدوين تشكيل جماعة وطنية كتيار أساسي للأمة، وفق ما رصده هو في مقدمة كتابه» نحو تيار أساسي للأمة«، بحيث يشكل هذا التيار إطاراً جامعاً يحافظ على تعددية وتنوع المجتمع.»
قدمت قناة الجزيرة ضمن برنامجها «كتاب قرأته/كتاب ألفته» شرح لكتاب طارق البشري «نحو تيار أساسي للأمة» وجاء على موقع «الجزيرة.نت» وعلى لسان طارق البشري متحدثاً عن كتابه الذي: «لا يتكلم عن التيار الأساسي للأمة إنما كيف نفكر في أن يكون هناك تيار أساسي للأمة وكيف نصنعه يعني وكيف يصنع أهل كل جيل هذا الأمر يعني. فكرة التيار الأساسي للأمة فكرة أساسها فيما تصورته في هذا الكتاب أن هناك ما يوحدنا وهناك ما نتنوع بشأنه ونتعدد وأنه أحيانا التعددية بتلهينا عما هو مشترك بيننا وعما يجب أن نقف معا بشأنه لندافع عنه ونحفظه ونحميه، وأننا علينا في تعاملنا مع تنوعاتنا المختلفة ومع تعدداتنا المختلفة ومع اختلافنا في أشياء كثيرة علينا أن يكون يضمنا»، ويتابع البشري: «حصل الخلاف اللي ما بين.. داخل الفكر الإسلامي، ما بين المحافظين وما بين المجددين»، «تضارب التياران دول في أوائل القرن العشرين وأنقص كل منهما من فاعلية الآخر ومن قدرته على الفعل الإيجابي ولم نستطع أن نتدارك هذا الأمر إلا في الثلث الأخير من القرن العشرين.»
كتب بلال التليدي في 27 فبراير 2021 على موقع عربي 21: «يمثل كتاب طارق البشري،» نحن تيار أساسي للأمة«، وكذا كتابه» الملامح العامة للفكر السياسي الإسلامي في التاريخ المعاصر«نموذجا للإنتاج الفكري الذي حاول بلورة المشروع الوطني، أو فكرة التيار الأساسي في الأمة، الذي يجمع كل المكونات والأطياف ضمن توليفة تحترم صيغ التعدد وتدبير الخلاف، وتنضبط للأطر الدستورية الجامعة، وتحترم المؤسسات، وتتأطر بسقف وطني من الأهداف التي لا يخرج عنها أحد.  والفكرة في حقيقتها هي ثمرة نقد لمسار الصراع بين التيارات الفكرية والسياسية التي عرفها الوطن العربي، ومحاولة للتأسيس للمصالحة بين جهود المكونات الفكرية والسياسية داخل الأمة، أي بين جهود الإصلاح الفكري الذي اضطلعت بها تيارات الأمة المختلفة، وجهود الإصلاح المؤسساتي التي اضطلعت بها النظم السياسية منذ تأسيس الدولة القومية.»   

## وصلات خارجية
https://manshurat.org/node/72171 نحو تيار أساسي للأمة 
https://www.goodreads.com/book/show/12181094 نحو تيار أساسي للأمة 
https://archive.org/details/alfirdwsiy2018_gmail_2029_201809/mode/2up نحو تيار أساسي للأمة